# Anville (månekrater)
Anville er et lille nedslagskrater på Månen. Det befinder sig på den nordlige halvkugle på Månens forside i den nordlige del af Mare Fecunditatis, og det er opkaldt efter den franske geograf Jean-Baptiste d'Anville (1697-1782).
Navnet blev officielt tildelt af den Internationale Astronomiske Union (IAU) i 1976. 

## Omgivelser
Taruntiuskrateret ligger nord-nordvest for Anville, i udkanten af månehavet.

## Karakteristika
Krateret er cirkulært og skålformet med en skarp kant og få tegn på nedslidning. Nogle mindre skred er sket i den østlige halvdel af den indre væg. Før det blev navngivet af IAU, hed det "Taruntius G".

## Måneatlas
- Billeder af Anvillekrateret i LPI-måneatlasset